# دولیکول مونوفسفات مأنوس
دولیکول مونوفسفات مانوس (به انگلیسی: Dolichol monophosphate mannose) با فرمول شیمیایی C۱۰۶H۱۷۵O۹P یک ترکیب شیمیایی با شناسه پاب‌کم ۶۴۳۴۵۰۷ است. که جرم مولی آن ۱۶۲۴٫۴۹۲۰۶۱ g/mol می‌باشد. 